# Edoardo Verzotti
Edoardo Verzotti (Milán, 5 de septiembre de 1982) es un deportista italiano que compitió en remo. Ganó tres medallas en el Campeonato Mundial de Remo entre los años 2001 y 2005.

## Palmarés internacional
| Campeonato Mundial | Campeonato Mundial | Campeonato Mundial | Campeonato Mundial |
| Año                | Lugar              | Medalla            | Prueba             |
| ------------------ | ------------------ | ------------------ | ------------------ |
| 2001               | Lucerna (Suiza)    | Medalla de plata   | Cuatro con timonel |
| 2004               | Bañolas (España)   | Medalla de oro     | Cuatro con timonel |
| 2005               | Kaizu (Japón)      | Medalla de plata   | Dos con timonel    |